# 공산노동자 인터내셔널
공산노동자 인터내셔널(독일어: Kommunistische Arbeiter-Internationale; KAI)은 평의회 공산주의 인터내셔널이었다. 1921년 독일공산노동자당(KAPD)에서 발표한 『제4공산주의 인터내셔널 선언』을 위주로 형성되었다.
KAPD에는 헤르만 호르터와 카를 슈뢰더 등의 에센파와 베를린파가 있었는데, 베를린파는 새로운 인터내셔널의 창립이 아직 시기상조라고 판단했다. 1922년 KAPD가 분열했을 때 소수파인 에센파를 중심으로 KAI가 설립되었다. 이후 네덜란드 공산노동자당, 실비아 팽크허스트의 영국공산노동자당, 러시아의 좌파공산주의자들인 공산노동자집단, 그 밖에 벨기에의 좌파공산주의자들과 불가리아 공산노동자당 등이 결합했다.
공산노동자 인터내셔널은 국제적인 공동행동을 조직한 적이 한 번도 없으며, 당원 수도 1,000 명을 넘은 적이 없었다. 가맹 정당들의 분당과 해산으로 조직은 약화되었고, 특히 러시아 공산노동자집단은 공산노동자 인터내셔널이 제3인터내셔널의 통일전선 전술을 반대하는 것에 반대하여 탈퇴했다.
KAPD 에센파는 1927년 해산되었고, 공산노동자 인터내셔널의 지도부는 네덜란드로 이동했다. 끝까지 정당으로서 가맹을 유지한 것은 네덜란드 공산노동자당이었고, 다른 나라에서는 개인 단위 가맹만 유지되었다. 1930년대 초까지도 명목상 존재했으나 제대로 된 활동은 하지 못했고 조직 이름으로 출판간행 작업만 했을 뿐이었다.